# Østre Ringvej (Assens)
 For alternative betydninger, se Østre Ringvej. (Se også artikler, som begynder med Østre Ringvej)
Østre Ringvej  er en to sporet ringvej der går øst om Assens, Vejen er en del af sekundærrute 313 der går fra Assens til frakørsel 57 Nørre Aaby (Fynske Motorvej) E20. Den er med til at lede trafikken øst om Assens Centrum, så byen ikke bliver belastet af så meget gennemkørende trafik.
Vejen forbinder Fåborgvej i syd med Middelfartvej i nord, og har forbindelse til Odensevej.